# Небылово
Небылово (бел. Небылова) — озеро в Ушачском районе Витебской области Белоруссии. Относится к бассейну реки Туровлянка.

## Описание
Озеро Небылово расположено в 14 км к востоку от городского посёлка Ушачи, приблизительно в 0,6 км к западу от деревни Слобода, в заболоченной низине.
Площадь поверхности озера составляет 0,02 км². Длина — 0,21 км, наибольшая ширина — 0,14 км. Наибольшая глубина — 2,5 м, средняя — 1,07 м. Длина береговой линии — 0,56 м. Объём воды в озере — 0,02 млн м³.
Водоём соединён с рекой Выдрица посредством канала.